# Коджабашев, Антон
Антон Боянов Коджабашев (род. 22 августа 1959, Бургас) — болгарский тяжелоатлет, трёхкратный чемпион Европы (1979, 1981, 1982), трёхкратный чемпион мира (1979, 1981, 1982), рекордсмен мира. Заслуженный мастер спорта Болгарии (1979). Почётный гражданин города Бургас (2000).

## Биография
Антон Коджабашев родился 22 августа 1959 года в Бургасе. Занимался тяжёлой атлетикой под руководством Димитра Ковачева и Ивана Абаджиева. С 1978 года входил в состав национальной сборной Болгарии. В 1979 году выиграл золотые награды чемпионата Европы в Варне и чемпионата мира в Салониках. В 1980 году из-за травм был вынужден пропустить чемпионат Европы в Белграде и Олимпийские игры в Москве. В последующие два года, первенствовал на чемпионатах мира и Европы в Лилле и Любляне (на последнем с новым мировым рекордом по сумме двоеборья). 
В дальнейшем перешёл из легчайшей в полулёгкую весовую категорию, где столкнулся с конкуренцией со стороны своего более молодого соотечественника Стефана Топурова. Готовился принять участие в Олимпийских играх в Лос-Анджелесе, но из-за решения политического руководства Болгарии присоединиться к бойкоту этих соревнований не смог там выступить. На турнире «Дружба-84» занял третье место, уступив не только Топурову, но и советскому атлету Юрию Саркисяну. При этом результат Коджабашева был на 12,5 кг выше чем тот, что показал китаец Чэнь Вэйцян, ставший чемпионом Олимпиады в Лос-Анджелесе в полулёгком весе. 
После завершения своей спортивной карьеры занялся тренерской, общественной и предпринимательской деятельностью. В 2000–2004 и 2007–2011 годах возглавлял Федерацию тяжёлой атлетики Болгарии, а с 2004 по 2008 год занимал пост вице-президента Европейской федерации тяжёлой атлетики.